# Bistum Fargo
Das in den USA (Bundesstaat North Dakota) gelegene Bistum Fargo (lat.: Dioecesis Fargensis, engl. Diocese of Fargo) ist eine Diözese der römisch-katholischen Kirche mit Sitz in Fargo.
Es wurde am 10. November 1889 aus dem Apostolischen Vikariat Dakota herausgelöst und als Bistum Jamestown errichtet. Der Kirchenprovinz Saint Paul and Minneapolis angehörend, wechselte es am 6. April 1897 seinen Namen auf Bistum Fargo. Am 31. Dezember 1909 wurde seinem Diözesangebiet das Bistum Bismarck entnommen, so dass es nun noch eine Größe von 92.650 km² besitzt und die Gebiete von Cass, Richland, Sargent, Ransom, Dickey, La Moure, Barnes, McIntosh, Logan, Kidder, Stutsman, Sheridan, Wells, Foster, Griggs, Steele, Traill, Grand Forks, Nelson, Eddy, Benson, Pierce, Rolette, Towner, Ramsey, McHenry, Bottineau, Cavalier, Walsh und Pembina Counties umfasst.

## Bischöfe von Fargo
- John Shanley (1889–1909)
- James O’Reilly (1909–1934)
- Aloysius Joseph Muench (1935–1959, ab 1951 auch Apostolischer Nuntius in Deutschland, dann Kurienkardinal)
- Leo Ferdinand Dworschak (1960–1970)
- Justin Albert Driscoll (1970–1984)
- James Stephen Sullivan (1985–2002)
- Samuel Joseph Aquila (2002–2012, dann Erzbischof von Denver)
- John Folda (seit 2013)